# Smolean
Smolean (în bulgară Смолян) este un oraș  și stațiune de schi din comuna Smolean, regiunea Smolean,  Bulgaria.  Este centrul administrativ al Regiunii Smolian.

## Demografie
Componența etnică a orașului Smolean
     Bulgari (81,73%)
     Nicio identificare (16,53%)
     Altele (2,54%)
La recensământul din 2011, populația orașului Smolean era de 30.642 locuitori. Din punct de vedere etnic, majoritatea locuitorilor (81,73%) erau bulgari. Pentru 16,53% din locuitori nu este cunoscută apartenența etnică.

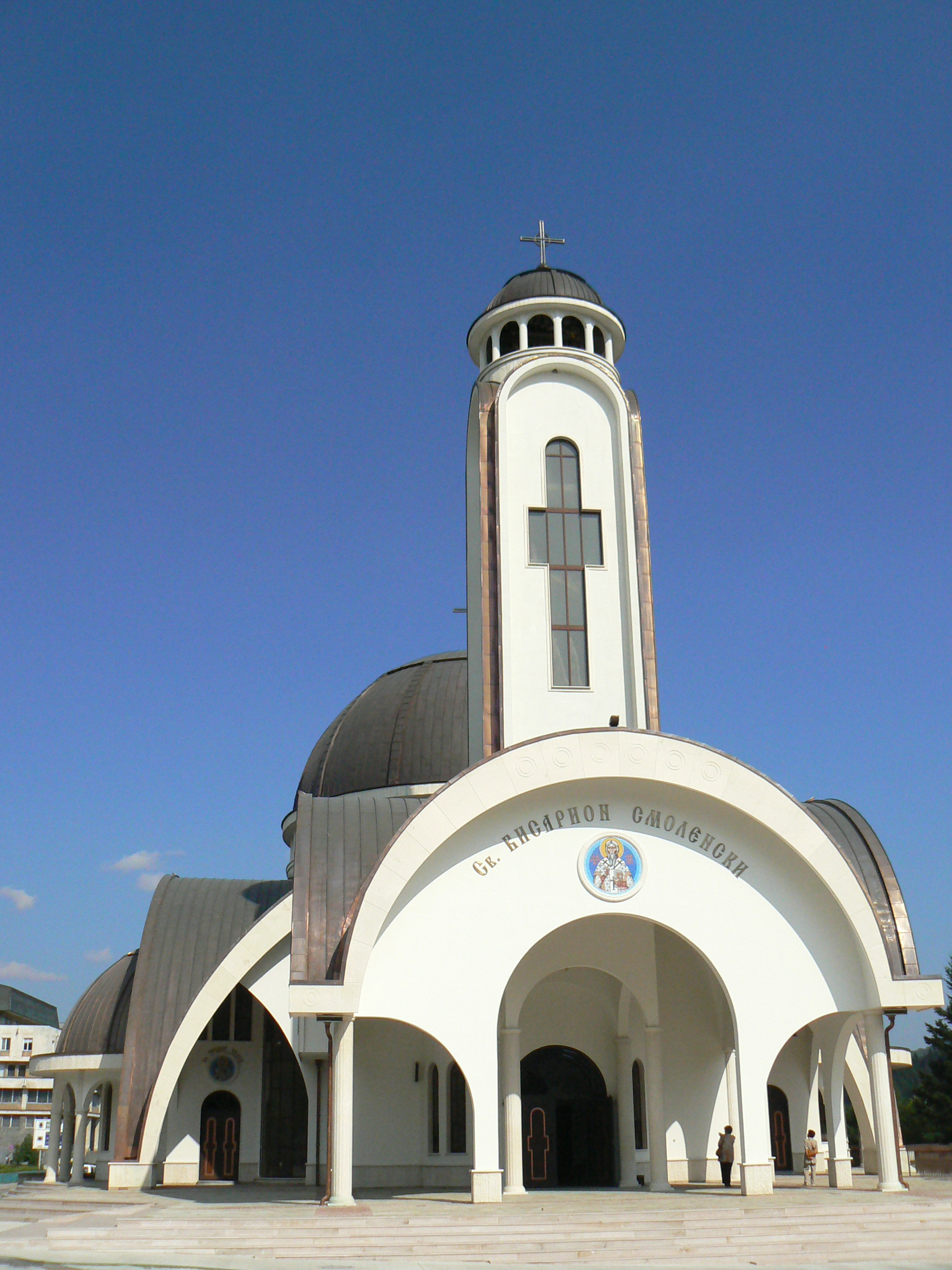
Catedrala Sf. Visarion (2006)

### Site-uri oficiale
- Smolyan municipality website
- Smolyan municipality at Domino.bg Arhivat în 16 noiembrie 2011, la Wayback Machine.
- Planetarium Smolyan
- National Astronomical Observatory "Rozhen" Arhivat în 8 iulie 2009, la Wayback Machine.

### Site-uri turism
- Smolyan at Rozhen.com Arhivat în 17 martie 2008, la Wayback Machine.
- Smolyan at Rodopi-bg.com Arhivat în 14 martie 2008, la Wayback Machine.
- Location of Smolyan on MultiMap